# Victor J. Stenger
Victor J. Stenger (ur. 29 stycznia 1935 w Bayonne, New Jersey, zm. 27 sierpnia 2014 na Hawajach), amerykański fizyk cząstek, zdeklarowany ateista, filozof zajmujący się tematyką popularnego sceptycyzmu religijnego.
Opublikował dziesięć książek na temat fizyki, mechaniki kwantowej, kosmologii, filozofii, religii, ateizmu i pseudonauki.

## Edukacja i wykształcenie
W 1956 roku Stenger uzyskał licencjat z inżynierii elektrycznej w Newark College of Engineering (obecnie Instytut Technologii w New Jersey). Następnie przeniósł się do Los Angeles na stypendium Aircraft Company Hughes. Na Uniwersytecie Kalifornijskim w Los Angeles, zdobył tytuł Master of Science w 1958 roku, a w 1963 doktorat zarówno z filozofii, jak i z fizyki.
Stenger był członkiem Wydziału Fizyki na Uniwersytecie Hawajskim, aż do 2000 roku, kiedy to przeszedł na emeryturę. Prowadził wykłady na wydziałach Uniwersytetu w Heidelbergu w Niemczech, Uniwersytetu Oksfordzkiego (dwukrotnie) oraz odbył staż naukowy w Rutherford Appleton Laboratory w Anglii, w Krajowym Laboratorium Fizyki Jądrowej we Frascati (Włochy) oraz Uniwersytecie Florenckim we Włoszech. Był członkiem CSICOP i pracownikiem naukowym w Center for Inquiry.

## Praca naukowa
Kariera naukowa Stengera trwała od 1960 do końca 1990 roku, kiedy to uczestniczył w pracach nad określonymi właściwościami gluonów, kwarków, dziwnych cząsteczek, i neutrin. Stenger był pionierem w badaniach nad astronomią neutrinową i bardzo wysokoenergetycznych promieni gamma. Jego ostatnim projektem badawczym przed przejściem na emeryturę jako fizyka eksperymentalnego był udział w japońskim eksperymencie Super-Kamiokande pod ziemią. W pracy wykazano, że neutrino był ogromny. Masatoshi Koshiba, lider projektu, otrzymał w 2002 roku nagrodę Nobla za swoje wysiłki.
Przynależność do organizacji:
- Prezes 1990–94, Hawaiian Humanists;
- Członek American Physical Society;
- Członek Editorial Board, Free Inquiry;
- Członek Society of Humanist Philosophers;
- Członek Committee for Skeptical Inquiry;
- Członek Center for Inquiry;
- Prezes 2002–06, Colorado Citizens for Science.

## Filozof i sceptyk
Stenger jest obecnie głównie znany jako zwolennik filozofii naturalizmu, sceptyk i ateista. Jest krytykiem koncepcji inteligentnego projektu i agresywnego stosowania zasady antropicznej. Twierdzi, że świadomość i wolna wola, zakładając, że faktycznie istnieją, zostaną ostatecznie wyjaśnione w sposób naukowy, który nie ma nic wspólnego z mistycyzmem i zjawiskami nadprzyrodzonymi. Wielokrotnie krytykował tych, którzy powołują się na problemy związane z mechaniką kwantową w celu poparcia zjawisk paranormalnych, mistycyzmu, zjawiska nadprzyrodzonych. Stenger napisał kilka książek i artykułów mających na celu obalić współczesną pseudonaukę.
W 2008 roku wziął udział w „Konferencji Origins” zorganizowanej przez Towarzystwo Sceptyków w Instytucie Technologicznym Kalifornii wraz z Nancey Murphym i Leonardem Susskindem.
W 1992 roku Uri Geller pozwał Stengera i wydawnictwo Prometheus Books o zniesławienie domagając się czterech milionów dolarów za kwestionowanie jego zdolności parapsychicznych. Pozew został oddalony i Geller został zobowiązany do zapłaty kosztów sądowych.
Od 1998 roku Stenger prowadził kolumnę o nazwie „Reality Check” dla „Skeptical Briefs”, kwartalnego biuletynu the Committee for Skeptical Inquiry (CSI).

## Publikacje
Stenger pisał książki i artykuły skierowane do wykształconego czytelnika. Badają one powiązania między fizyką, kosmologią, filozofią, religią i astrologią. Wszystkie książki zostały opublikowane przez wydawnictwo Prometheus Books.
- 1988. Not by Design: The Origin of the Universe. ISBN 0-87975-451-6
- 1990. Physics and Psychics: The Search for a World Beyond the Senses. ISBN 0-87975-575-X.
- 1995. The Unconscious Quantum: Metaphysics in Modern Physics and Cosmology. ISBN 1-57392-022-3.
- 2000. Timeless Reality: Symmetry, Simplicity, and Multiple Universes. ISBN 1-57392-859-3.
- 2003. Has Science Found God? The Latest Results in the Search for Purpose in the Universe. ISBN 1-59102-018-2.
- 2006. The Comprehensible Cosmos: Where Do The Laws Of Physics Come From?. ISBN 1-59102-424-2.
- 2007. God: The Failed Hypothesis: How Science Shows that God Does Not Exist. ISBN 1-59102-481-1. New York Times bestseller.
- 2009. Quantum Gods: Creation, Chaos and the Search for Cosmic Consciousness. ISBN 1-59102-713-6.
- 2009. The New Atheism: Taking a Stand for Science and Reason. ISBN 1-59102-751-9.
- 2011. The Fallacy of Fine-Tuning. ISBN 978-1-61614-443-2.